# Finspånga läns tingslag
Finspånga läns tingslag var ett tingslag i Östergötlands län och i Bråbygdens och Finspånga läns domsaga (före 1927 i Finspånga läns domsaga). Tingsplats var Hällestad. 
Tingslaget bildades 1879 av Risinge tingslag och Hällestad och Tjällmo tingslag. Tingslaget uppgick 1 januari 1948 i Bråbygdens och Finspånga läns domsagas tingslag.

## Ingående områden
Tingslaget omfattade Finspånga läns härad.